# Plaques de matrícula dels Territoris del Nord-oest

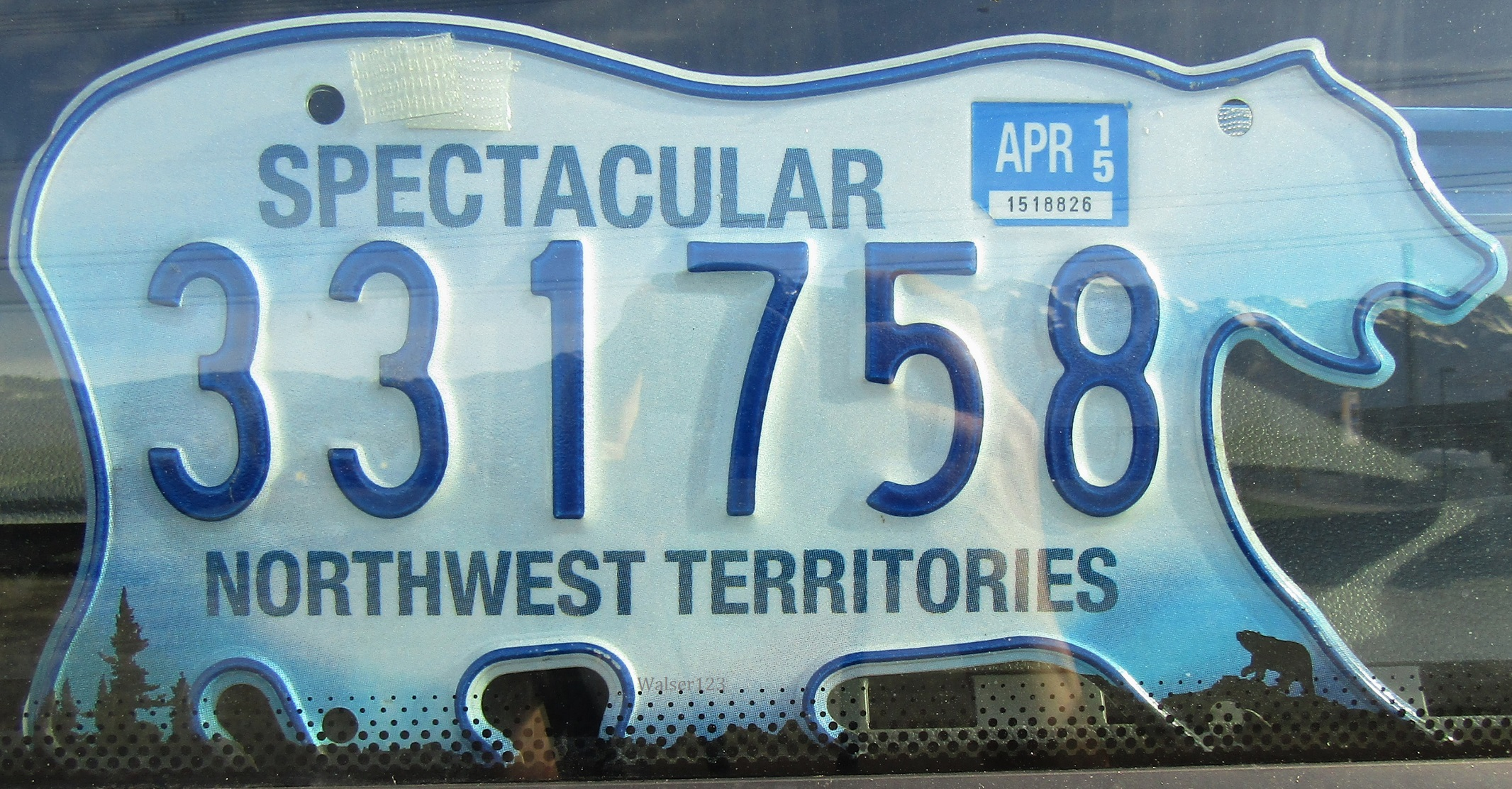
Model actual de matrícula introduït el 2010.

Les plaques de matrícula dels vehicle dels Territoris del Nord-oest es componen des del 2010 d'un sistema de combinació numèrica formada per sis xifres de color blau marí (ex. 123456) en relleu sobre un fons blanc reflectant, centrat a la part superior hi ha el lema "SPECTACULAR" i a la inferior el nom del territori, "NORTHWEST TERRITORIES", tot en una placa única en forma d'os polar. Són fabricades en alumini i porten una imatge visual a la part inferior. Des del juny de 1993 només hi ha l'obligarietat de portar plaques posteriors.
L'any 1970, per celebrar el centenari del territori, es va introduir una placa en forma d'os polar. Aquesta placa única s'ha mantingut des d'aleshores, i actualment és una marca registrada del govern dels Territoris del Nord-oest.

## Territori de Nunavut
L'abril de 1999 es va crear el territori de Nunavut a partir de la part oriental dels Territoris del Nord-oest. El nou territori va adoptar el mateix tipus de matrícula arran d'un acord entre els governs dels dos territoris. El 2011, el govern de Nunavut va decidir canviar la forma de la placa i substituir-la per un disseny rectangular convencional, que es va introduir el juliol de 2012.

## Història
El territori canadenc dels Territoris del Nord-oest va exigir per primera vegada als seus residents a registrar els vehicles de motor i a mostrar les plaques de matrícula l'any 1941.

### Models de 1945 fins 1974
| Imatge | Data d'expedició | Disseny | Lema                              | Combinació utilitzada | Notes |
| ------ | ---------------- | --- | --------------------------------- | --------------------- | --- |
|        | 1945             | Caràcters en blanc sobre fons blau. | Sense lema                        | 123                   | Mides de 6" x 10 1/4" (15,24 x 26,03 cm) fins al 1950. |
|        | 1946             | Caràcters en carabassa sobre fons negre. | Sense lema                        | 123                   | |
|        | 1947             | Caràcters en negre sobre fons platejat. | Sense lema                        | 123                   | |
|        | 1948             | Caràcters en blanc sobre fons blau. | Sense lema                        | 123                   | |
|        | 1949             | Caràcters en blanc sobre fons verd. | Sense lema                        | 123                   | |
|        | 1950             | Caràcters en negre sobre fons carabassa. | Sense lema                        | 1234                  | |
|        | 1951             | Caràcters en carabassa sobre fons negre. | Sense lema                        | 1234                  | S'introdueix la placa de mides estàndard de 6x12 polzades (15x30cm) |
|        | 1952             | Caràcters en blanc sobre fons blau. | Sense lema                        | 123                   | |
|        | 1953             | Caràcters en negre sobre fons carabassa. | Sense lema                        | 123                   | |
|        | 1954             | Caràcters en carabassa sobre fons negre. | "CANADA'S NORTHLAND"              | 123                   | |
|        | 1955             | Caràcters en negre sobre fons carabassa. | "CANADA'S NORTHLAND"              | 123                   | |
|        | 1956             | Caràcters en carabassa sobre fons negre. | "CANADA'S NORTHLAND"              | 1234                  | |
|        | 1957             | Caràcters en negre sobre fons carabassa. | "CANADA'S NORTHLAND"              | 1234                  | |
|        | 1958             | Caràcters en carabassa sobre fons negre. | "CANADA'S NORTHLAND"              | 1234                  | |
|        | 1959             | Caràcters en negre sobre fons carabassa. | "CANADA'S NORTHLAND"              | 1234                  | |
|        | 1960             | Caràcters en carabassa sobre fons negre. | "CANADA'S NORTHLAND"              | 1234                  | |
|        | 1961             | Caràcters en negre sobre fons carabassa. "NWT" centrat a dalt i "61" a la dreta.                                                                            | "CANADA'S NORTHLAND" a baix.      | 1234                  | |
|        | 1962             | Caràcters en carabassa sobre fons negre. "19 NWT 62" centrat a dalt.                                                                                        | "CANADA'S NORTHLAND" a baix.      | 1234                  | |
|        | 1963             | Caràcters en negre sobre fons carabassa. | "CANADA'S NORTHLAND" a baix.      | 1234                  | |
|        | 1964             | Caràcters en carabassa sobre fons negre. | "CANADA'S NORTHLAND" a baix.      | 1234                  | |
|        | 1965             | Caràcters en blanc sobre fons verd clar. "19 NWT 65" centrat a dalt.                                                                                        | "CANADA'S NORTHLAND" a baix.      | 1·234                 | |
|        | 1966–69          | Caràcters en negre sobre fons carabassa reflectant. "NORTHWEST TERRITORIES" centrat a dalt, l'escut territorial a l'esquerra i "66" en vertical a la dreta. | "CANADA'S NORTHLAND" a baix.      | 12·345                | Revalidada pel 1967 amb etiqueta blanca i blava, pel 1968 amb etiqueta vermella i blanca, i pel 1969 amb etiqueta verda i blanca.                                                       |
|        | 1970             | Caràcters en blanc sobre fons blau. "NORTHWEST TERRITORIES" centrat a dalt.                                                                                 | "CENTENNIAL 1970" a baix.         | 1·234                 | S'introdueix la placa amb forma d'os polar. Premiada com a "Placa de l'any" a la millor matrícula nova de 1970 per l'Associació de Col·leccionistes de Matrícules d'Automòbils (ALPCA). |
|        | 1971             | Caràcters en blau sobre fons blanc. "NORTHWEST TERRITORIES" centrat a dalt i "CANADA 1971" a baix.                                                          | Sense lema                        | 1·234                 | |
|        | 1972             | Caràcters en blanc sobre fons blau. "NORTHWEST TERRITORIES" centrat a dalt i "CANADA 1972" a baix.                                                          | Sense lema                        | 12·345                | |
|        | 1973             | Caràcters en blau marí sobre fons blanc. "NORTHWEST TERRITORIES" centrat a dalt i "73" a baix en groc.                                                      | "RCMP CENTENNIAL" a baix en groc. | 12·345                | |
|        | 1974             | Caràcters en vermell sobre fons blanc. | Sense lema                        | 12·345                | |

### Models de 1975 fins avui dia
| Imatge | Data d'expedició | Disseny                                                                                                | Lema                             | Combinació utilitzada | Notes                                                                             |
| ------ | ---------------- | --- | -------------------------------- | --------------------- | --------------------------------------------------------------------------------- |
|        | 1975–76          | Caràcters en turquesa sobre fons blanc. "NORTHWEST TERRITORIES" centrat a dalt i "CANADA 1975" a baix. | Sense lema                       | 12·345                | Revalidada pel 1976 amb etiquetes.                                                |
|        | 1977–78          | Caràcters en vermell sobre fons blanc. "NORTHWEST TERRITORIES" centrat a dalt i "CANADA 1977" a baix.  | Sense lema                       | 12·345                | Revalidada pel 1978 amb etiquetes.                                                |
|        | 1979–80          | Caràcters en turquesa sobre fons blanc. "NORTHWEST TERRITORIES" centrat a dalt i "CANADA 1979" a baix. | Sense lema                       | 12·345                | Revalidada pel 1980 amb etiquetes.                                                |
|        | 1981–82          | Caràcters en vermell sobre fons blanc. "NORTHWEST TERRITORIES" centrat a dalt i "CANADA 1981" a baix.  | Sense lema                       | 12·345                | Revalidada pel 1982 amb etiquetes.                                                |
|        | 1983–85          | Caràcters en blau sobre fons blanc. "NORTHWEST TERRITORIES" centrat a dalt i "CANADA 1983" a baix.     | Sense lema                       | 12·345                | Última placa que mostra l'any d'edició. Revalidada pel 1984 i 1985 amb etiquetes. |
|        | 1986–2010        | Caràcters en blau sobre fons blanc. "NORTHWEST TERRITORIES" centrat a baix.                            | "EXPLORE CANADA'S ARTIC" a dalt. | 123456                | Registre esglaonat mensual introduït el 1990.                                     |
|        | 2010–avui dia    | Caràcters en blau sobre fons blanc. "NORTHWEST TERRITORIES" centrat a baix.                            | "SPECTACULAR" a dalt.            | 123456                | Imatge gràfica de natura afegida a la part inferior.                              |

## Altres tipus

### Personalitzades
La província també ofereix la possibilitat d'utilitzar matrícules personalitzades en vehicles de passatgers, motocicletes i autocaravanes. Les combinacions han de tenir entre dos i sis caràcters, inclosos els espais en blanc, i que no es puguin considerar ofensives. El cost per obtenir una placa nova és de 249,90 dòlars.

### Especials
Actualment la província només ofereix un sol tipus de matrícula especial.
| Imatge | Data d'expedició | Tipus            | Disseny | Combinació utilitzada | Notes                                                               |
| ------ | ---------------- | ---------------- | --- | --------------------- | ------------------------------------------------------------------- |
|        |                  | Veterà de guerra | Caràcters en vermell sobre fons blanc. "LEST WE FORGET" centrat a dalt, "NORTHWEST TERRITORIES" a baix i sota seu la imatge d'una rosella vermella. | VET123                | Prèvia a provació de la sucursal local de la Royal Canadian Legion. |

### Motocicletes
Les motocicletes utilitzen el mateix disseny de placa que els vehicles de passatgers però amb una combinació formada per cinc xifres.

### Vehicles tot terreny
Els quads i motos de neu utilitzen el mateix format de placa que els vehicles de passatgers però amb una combinació en negre formada per la lletra "T" i tres xifres. A la part superior porten les paraules "SNOWMOBILE/ATV" en verd.

### Trailer
els trailers utilitzen el mateix disseny de placa que els vehicles de passatgers, però amb la lletra "T" (de Trailer) seguida de cinc xifres (ex. T 12345).

### Vehicles comercials
Els vehicles comercials utilitzen el mateix disseny de placa que els vehicles de passatgers, però amb una combinació formada per la lletra "C" (de Commercial) seguida de cinc xifres (ex. C12345).

### Vehicles governamentals
Els vehicles comercials utilitzen el mateix disseny de placa que els vehicles de passatgers, però amb una combinació formada per les lletres "G" (de Governemnt) seguida de cinc xifres (ex. G12345).

### Concessionari
Els vehicles de concessionari utilitzen el mateix format de placa que els vehicles de passatgers però amb els caràcters en negre. A la part superior porten la paraula "DEALER".